# Claus Bjørn Larsen
Claus Bjørn Larsen (Holbæk, 1963) è un fotografo danese, vincitore del World Press Photo of the Year 1999.

## Carriera
Dopo essersi diplomato nel 1983, Larsen inizia a lavorare come fotografo freelance e nel 1984 collabora volontariamente con Ekstra Bladet, un tabloid danese. Dal 1986, collabora con BT e nel 1989 frequenta una scuola di fotogiornalismo a Aarhus.
Nel 1989 entra a far parte dello staff di Ekstra Bladet e dal 1996, lavora anche per la rivista Berlingske Tidende dove, nel 1999, viene nominato capo fotografo. Nel 2009, lascia la rivista per fondare una agenzia, Photobyclausbjoern aps, che serve quotidiani, riviste e giornali su base freelance.
I suoi lavori fotografici si sono concentrati sui conflitti in Israele, in Iraq, nei Balcani ed in Afghanistan, oltre che su storie negli Stati Uniti ed in Unione sovietica. Nel 2000, in occasione della vittoria del World Press Photo of the Year, il Washington Post commenta: "Quest'ultimo premio, uno dei più prestigiosi nel fotogiornalismo, è uno dei quali Larsen è particolarmente fiero. La sua fotografia di un rifugiato albanese del Kosovo ferito, con il capo avvolto nell bende, gli occhi fissi in uno sguardo a mille miglia, è stata scelta tra 44.000 candidature di fotografi di tutto il mondo. 'Ho provato a parlargli', Claus ha ricordato del giorno in cui ha scattato la foto, nell'aprile del '99, ma lui era in una specie di trance. Ho scattato quattro o cinque fotografie, e poi è scomparso.'"

## Riconoscimenti
- 1989: Danish Photographer of the Year [7]
- 1999: Fuji Photographer Denmark
- 1999: World Press Photo of the Year[8]
- 2002: Danish Photographer of the Year [7]